# Género de videojuegos
Un género de videojuegos es una forma de clasificar los videojuegos basada en su jugabilidad más que en sus diferencias visuales o narrativas. Un género de videojuego es definido según su conjunto de limitaciones jugabilísticas y son clasificados independientemente de su ambientación, a diferencia de otras obras de ficción como películas o libros. Por ejemplo, un videojuego de disparos seguirá siendo un videojuego de disparos, sin importar en dónde o cuándo tome lugar.
Así como cerca de todas las variedades de clasificación de géneros, la cuestión de un género de videojuegos en específico está abierta a interpretación subjetiva. Un único juego puede pertenecer a varios géneros al mismo tiempo.

## Historia

### 1984 - Taxonomía de Chris Crawford
El diseñador de videojuegos Chris Crawford intentó clasificar los videojuegos en su libro de 1984, The Art of Computer Game Design, en donde clasifica a los videojuegos en dos macro categorías, aunque esta taxonomía hoy en día es anacrónica y dista mucho de clasificaciones modernas:
- Juegos de habilidad y acción: aquellos basados en habilidades motoras:
  - Juegos de combates: de confrontación violenta donde el jugador debe disparar y destruir al enemigo, como Asteroids o Space Invaders.
  - Juegos de laberintos: donde el jugador tiene que recorrer una estructura laberíntica, usualmente siendo perseguido por enemigos, principalmente Pac-Man
  - Juegos de deportes: juegos que tratan de simular una experiencia de un deporte real, esta categoría es similar a la moderna de Videojuego de deportes.
  - Juegos de paddle: juegos como en  donde el jugador tiene que mover un paddle para rebotar una pelota, como Pong o Breakout.
  - Juegos de carreras: juegos, donde el objetivo es mover a un avatar (ya sea un vehículo o un personaje) para ganar una carrera, ya sea contra otros jugadores o una computadora.
  - Juegos misceláneos: Chris Crawfor mencionaba que su taxonomía era «defectuosa» y no incluía juegos como Donkey Kong que «Parece vagamente un juego de carreras» o Frogger que «Quizás podría llamarse un juego de laberinto con paredes móviles».
- Juegos de estrategia: aquellos que requieren de habilidades cognitivas:
  - Aventuras: Juegos similares a Adventure (Atari 2600).
  - Juegos D&D: La taxonomía moderna de esta categoría sería la de videojuego de rol.
  - Wargames: La taxonomía moderna de esta categoría sería la de videojuego de estrategia por turnos.
  - Juegos de probabilidad: La taxonomía moderna de esta categoría sería la de videojuego tradicional.
  - Juegos educativos y para niños: La taxonomía moderna de esta categoría sería la de videojuego educativo.
  - Juegos interpersonales: Videojuegos sobre conversar con otros personajes, también lois llamó «juegos de cotilleos». La taxonomía moderna de esta categoría sería la de novela visual.

## Definición de un género de videojuegos

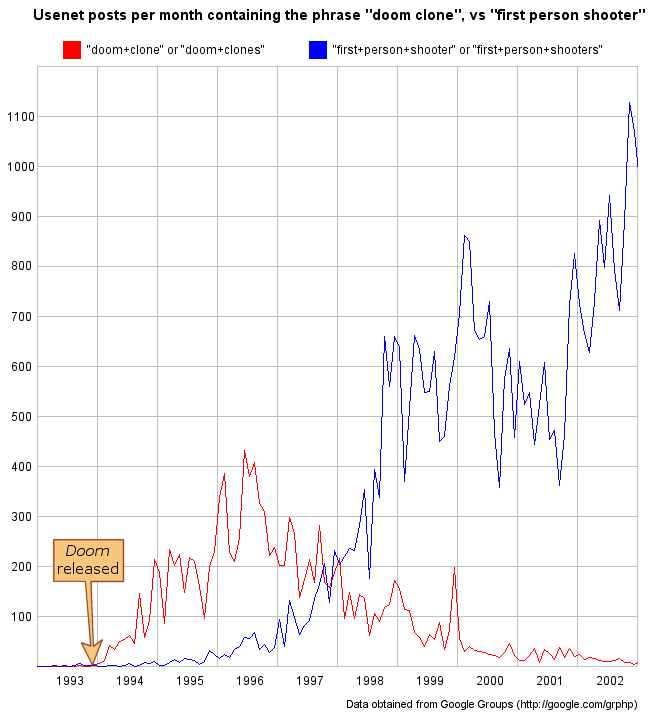
El uso del "clon de Doom" (rojo) frente al "disparos en primera persona" (azul) a lo largo del tiempo

A lo largo de la historia de los videojuegos, sus creadores han ido dando lugar a una variedad creciente de géneros en las distintas plataformas disponibles. Estos géneros se han ido conformando en torno a factores como: la representación gráfica, el tipo de interacción entre el jugador y la máquina, la ambientación, y su sistema de juego, siendo este último el criterio más habitual a tener en cuenta.
Es habitual que un videojuego contenga elementos de diversos géneros, cosa que hace difícil su clasificación. Un buen ejemplo de este fenómeno son los videojuegos de la serie The Legend of Zelda, que contienen a la vez elementos de acción, de aventura y rol. Esta fusión de géneros crea a su vez nuevos géneros, como es el de rol-acción o el de acción-aventura. Ejemplos de este último género son Grand Theft Auto o Resident Evil, que mezclan elementos de aventura gráfica con otros de Matamarcianos.
También es habitual que los géneros evolucionen con el paso del tiempo, por ejemplo el género de videojuego de disparos en primera persona originalmente eran conocidos en los años 90 como «clon de doom».

## Acción
Los videojuegos de acción requieren que el jugador haga uso de sus reflejos, puntería y habilidad, a menudo en un contexto de combate o de superación de obstáculos y peligros. Dentro de este amplio género se encuadran varios subgéneros de gran popularidad, como los juegos de disparos, los de lucha, los arcades y los de plataformas, entre otros.

### Lucha

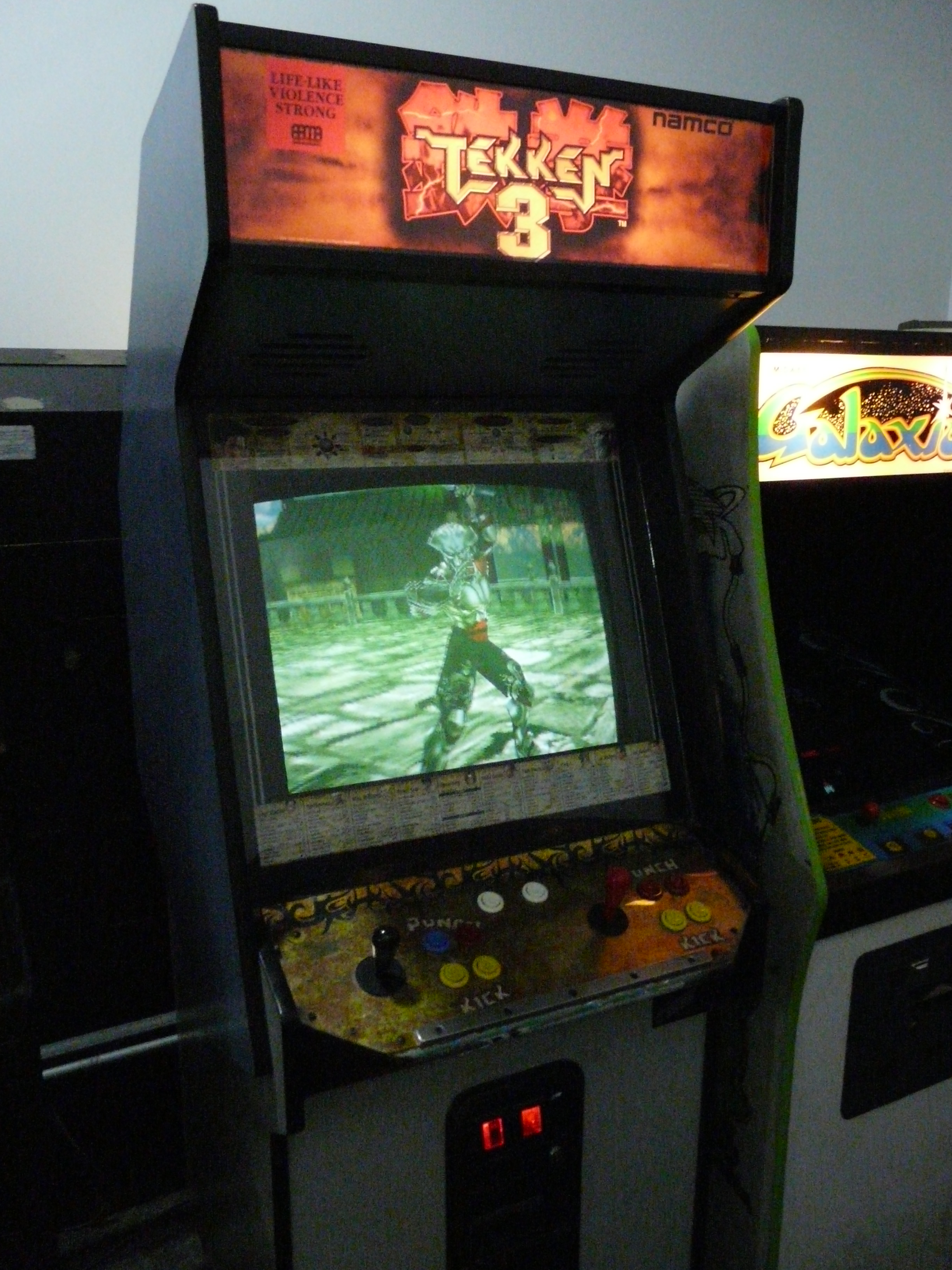
Máquina recreativa con el juego de lucha Tekken 3.

Los videojuegos de lucha, como indica su nombre, recrean combates entre personajes controlados tanto por un jugador como por la computadora. El jugador normalmente ve a los combatientes desde una perspectiva lateral, como si se tratase de un espectador aunque también hay excepciones que manejan entornos en 3D y primera persona. Este tipo de videojuegos ponen especial énfasis en las artes marciales, reales o ficticias (generalmente imposibles de imitar), u otros tipos de enfrentamientos sin armas como el boxeo o la lucha libre. Otros videojuegos permiten también usar armas blancas como pueden ser espadas, hachas, martillos, etc., o ataques a distancia, normalmente de carácter mágico o etéreo.
Aunque este género se introdujo a mediados de los años 1980, no se popularizó hasta la llegada de Street Fighter II. Con la llegada de los gráficos tridimensionales no cambió el estilo de juego, pero en cambio sí la forma de jugarlos.
Sobre todo surgió el género de arena fighting que suele presentarse como un juego de batalla campal («battle royal» en inglés) donde el movimiento del jugador suele ser completamente libre en el escenario y existe, habitualmente, una alta interacción con el escenario, diversos objetos utilizables repartidos sobre el escenario, ataque a distancia, etc. Por eso también se los conoce como juegos de lucha sobre plataformas («platform fighting»). 
Ejemplos: Street Fighter, Guilty Gear, BlazBlue, Fatal Fury, Mortal Kombat, Tekken, Soulcalibur, Super Smash Bros, The King of Fighters, Killer Instinct.

### Beat 'Em Up
Los Beat 'Em Up o «yo contra el barrio» son videojuegos similares a los de lucha, con la diferencia que en este caso los jugadores deben combatir con un gran número de individuos mientras avanzan a lo largo de varios niveles, desplazándose por escenarios vistos normalmente en perspectiva lateral. Los enfrentamientos suelen ser cuerpo a cuerpo, aunque no es infrecuente el uso de armas de fuego.
En los beat'em up suele ser posible jugar dos o más personas a la vez de forma cooperativa para facilitar el progreso.
Ejemplos: Double Dragon, Splatterhouse, Final Fight, Streets of Rage, Die Hard Arcade, Viewtiful Joe, Battletoads, The Warriors y God Hand.

#### Hack and Slash
A diferencia de los videojuegos de rol hack and slash, el término "hack and slash" también comenzó a usarse para referirse a los videojuegos de acción de estilo Beat 'em up, como la serie Golden Axe. 
Los periodistas que cubren la industria de los videojuegos a menudo usan el término "hack and slash" para referirse a un género distinto de videojuegos de acción cuerpo a cuerpo de tercera persona en 3D basados en armas, incluyendo títulos como Devil May Cry, Dynasty Warriors, Ninja Gaiden, God of War, Genji, No More Heroes, Bayonetta, Darksiders y Dante's Inferno.

### Arcade
Los videojuegos tipo arcade se caracterizan por su jugabilidad simple, repetitiva y de acción rápida. Más que un género en sí, se trata de un calificativo bajo el que se engloban todos aquellos juegos típicos de las máquinas recreativas (Yo contra el barrio, matamarcianos, plataformas). Tuvieron su época dorada en la década de 1980.
También se dice que un juego es tipo «arcade» para significar que, en contraposición a otros juegos del mismo género que persiguen un gran realismo o sofisticación (como los juegos de simulación de vehículos o de guerra), se caracterizan por una jugabilidad, unos gráficos y/o un argumento más simples.
Su origen está en las máquinas de arcade, máquinas recreativas disponibles en lugares públicos de diversión.
Ejemplos: Space Invaders, Asteroids, Pac-Man, Duck Hunt, Missile Command, Galaxian, Robostrike y Donkey Kong .

### Plataformas
En los videojuegos de plataformas el jugador controla a un personaje que debe avanzar por el escenario evitando obstáculos físicos, ya sea saltando, escalando o agachándose. Además de las capacidades de desplazamiento como saltar o correr de los personajes de los juegos de plataformas; este tipo de género puede estar más inclinado, o a la acción (generalmente cuando el usuario puede realizar ataques contra los enemigos), o a la aventura (cuando el usuario no puede atacar, sino que solo puede moverse); por lo cual no se podría catalogar ampliamente a los plataformas como un juego de aventura o de acción. Inicialmente los personajes se movían por niveles con un desarrollo horizontal, pero con la llegada de los gráficos 3D este desarrollo se ha ampliado hacia todas las direcciones posibles.
A partir del sistema de cambio de perspectiva (o movimiento de «cámara») utilizado en el famoso Super Mario 64 (de cuya técnica se basaron el resto de los juegos tridimensionales posteriormente) se ha permitido una verdadera libertad de movimiento en tales ambientes (no confundir con el primer plataforma 3D).
Los videojuegos de plataformas son uno de los primeros tipos de juegos que aparecieron en las computadoras. Aunque este género fue muy popular en los 80 y los 90, su popularidad ha disminuido en los últimos años, aún más cuando se introdujeron los gráficos 3D en los videojuegos. Esto se debe en gran parte a que los gráficos tridimensionales han hecho que se perdiese la simplicidad de desarrollo que caracterizaba este género.
No obstante, un subgénero de plataformas 3D ha tenido notable éxito en los últimos años, se trata de los videojuegos endless runner o juegos de «carrera infinita». Bien adaptados a las posibilidades de las interfaces táctiles, estos juegos se han popularizado en móviles y tabletas de la mano de títulos como Temple Run o Rodeo Stampede.
Ejemplos de sagas del género de plataformas: Super Mario, Sonic the hedgehog, Mega Man, Rayman, Crash Bandicoot, Donkey Kong y Banjo-Kazooie.

## Disparos
Considerados a menudo como una gran subcategoría dentro del género de acción, en los videojuegos de disparos -también conocidos como shooters- el protagonista hace un uso continuo de armas de fuego para abrirse paso en el juego.

### Disparos en primera persona

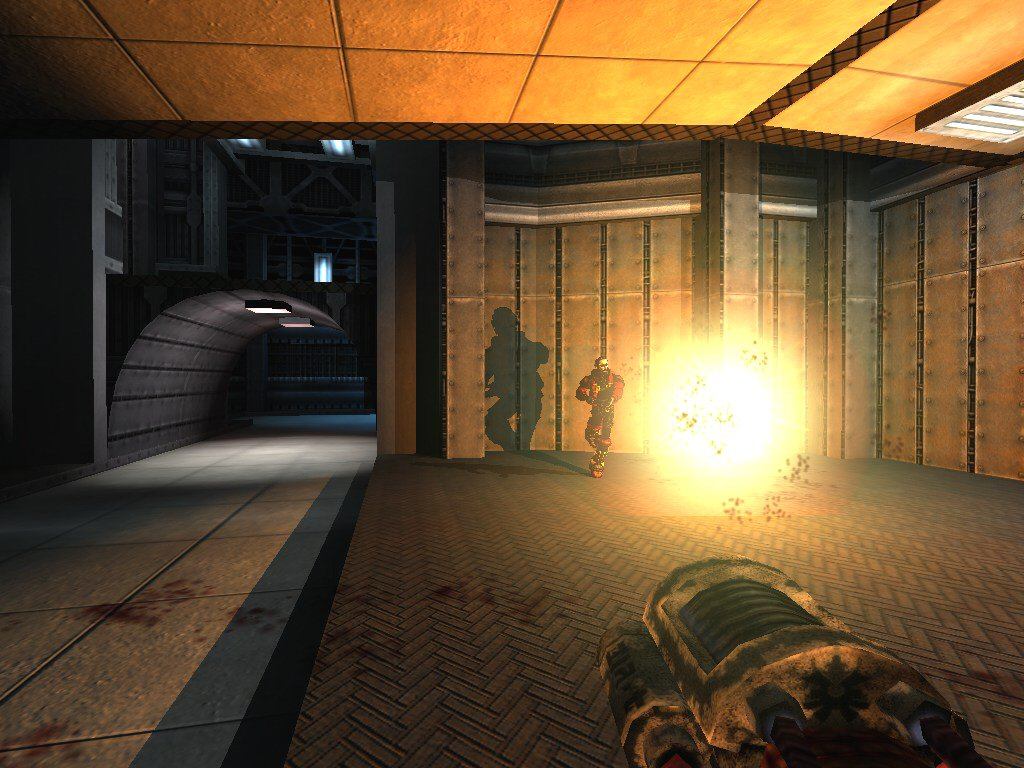
Nexuiz, un videojuego de disparos en primera persona que utiliza un motor gráfico derivado del del Quake engine.

Los videojuegos de disparos en primera persona o FPS (del inglés, first-person shooter) simulan el uso de armas de fuego desde una perspectiva de primera persona.
Algunos videojuegos notables de este género son: Wolfenstein 3D, Doom, Unreal, Quake, Half Life, y posteriormente Halo, Call of Duty, Team Fortress Classic, Far Cry o Battlefield.
Muchos videojuegos de este género son de un jugador, aunque muchos pueden ser jugados en modo multijugador en línea como Quake III, Counter-Strike, Overwatch, o Valorant. De estos juegos multijugador, han surgido distintas ligas competitivas de videojuegos de disparos en línea con gran cantidad de participantes y seguidores de distintas naciones.
Una variante del género con bastante implantación en el mundo de las máquinas de arcade son los shooters sobre raíles, caracterizados por dirigir automáticamente el desplazamiento del jugador por el escenario de juego, con lo que el jugador solo ha de concentrarse en apuntar y disparar a los enemigos que van apareciendo ante él. Ejemplos de este subgénero son The House of the Dead, Operation Wolf,  Virtua Cop o Time Crisis.

### Disparos en tercera persona

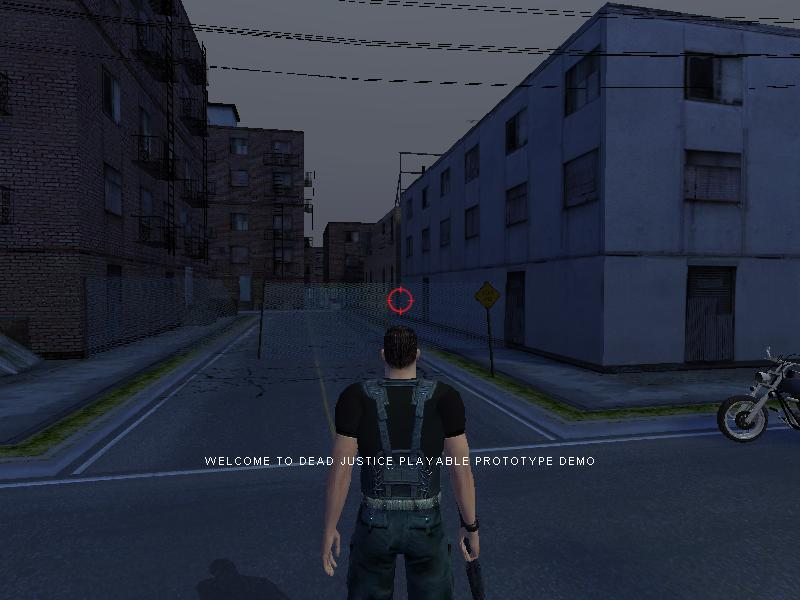
Vista trasera típica de los shooters en tercera persona.

Los videojuegos de disparos en tercera persona, conocidos también como TPS (third person shooter), se basan en la alternancia entre disparos y pelea o interacción con el entorno, pero a diferencia de los juegos de mira (primera persona), se juega con un personaje visto desde atrás o, en ocasiones, desde una perspectiva isométrica.
Dentro de esta clasificación, ha tomado fuerza un nuevo grupo de subgénero, el cual a pesar de ser tercera persona y ser de disparos, no se limita a ser un shooter. El famoso Grand Theft Auto es uno de esos títulos, a los que también se les denomina como juegos de mundo libre o de acción-aventura, en los que el jugador hace cosas diversas aparte de disparar, como pueden ser explorar, conducir, interactuar con otros personajes, etc.
Ejemplos: BloodRayne, Fortnite, Mafia: The City of Lost Heaven, Magic Carpet, GunZ The Duel, Max Payne, Oni, Tomb Raider, The Suffering, Syphon Filter, No More Heroes, Gears of War, Dead Space, Uncharted y No More Heroes: Desperate Struggle.

### Shoot 'em up

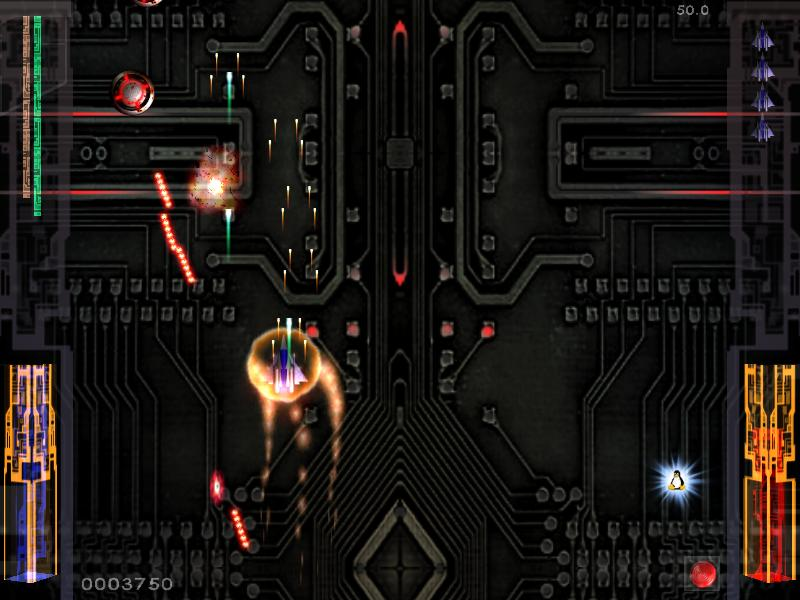
Chromium B.S.U., un Matamarcianos de perspectiva vertical.

El Shoot 'em up es un tipo de juego de disparos con perspectiva en dos dimensiones, donde habitualmente manejamos una nave espacial (en los juegos conocidos popularmente como «matamarcianos»), aunque también puede ser otro tipo de vehículo o un personaje.
Son características de este género el uso continuo de los disparos, los distintos tipos de armas, o la mejora de las disponibles, avance automático (scroll) vertical o lateral, y enfrentamientos con jefes de gran tamaño al final de cada misión.
Aun siendo juegos en 2D, a veces se incluyen o combinan elementos 3D para dar efectos de profundidad, explosiones o mayor efecto visual, sobre todo con los enemigos jefes.
Ejemplos: Space Invaders, Gradius, R-Type, Darius. 

#### Run and Gun
Los run and gun son videojuegos derivados de los matamarcianos, con la diferencia que en este caso los jugadores deben combatir con un gran número de individuos mientras avanzan a lo largo de varios niveles, desplazándose por escenarios vistos normalmente en perspectiva lateral. Los enfrentamientos suelen ser con el uso de armas de fuego, aunque no es infrecuente el enfrentamiento cuerpo a cuerpo.
En estos juegos suele ser posible jugar dos o más personas a la vez de forma cooperativa para facilitar el progreso.
Ejemplos: "Contra", "Gunstar Heroes", "Metal Slug".

## Estrategia

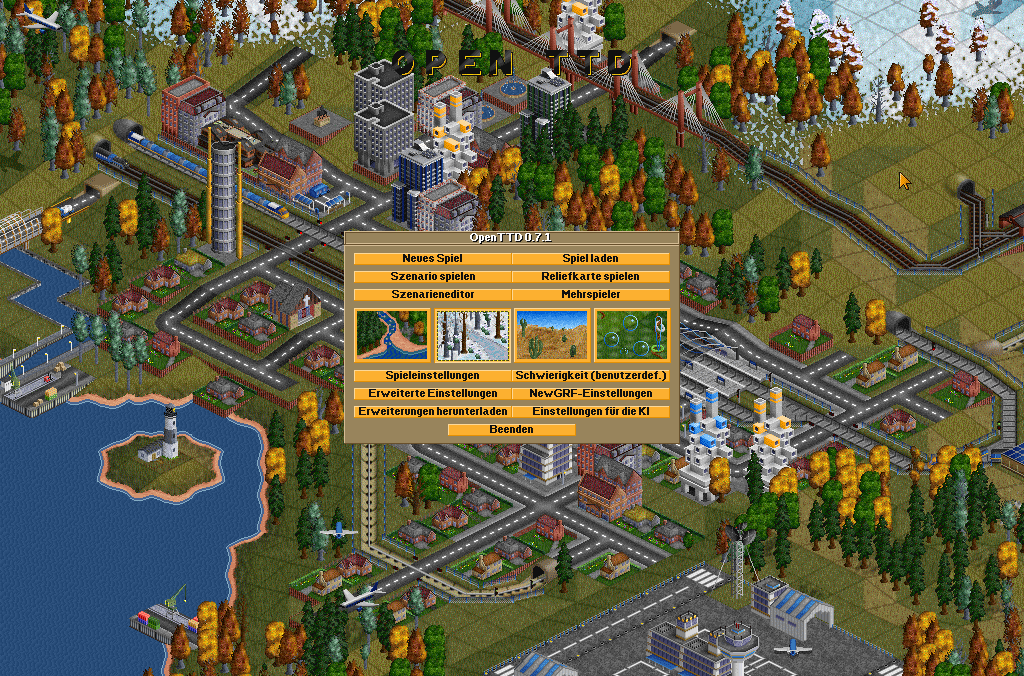
Open TTD, en su pantalla inicial es un juego de estrategia empresarial.

Se caracterizan por la necesidad de manipular a un numeroso grupo de personajes, objetos o datos, haciendo uso de la inteligencia y la planificación, para lograr los objetivos. Aunque la mayoría de estos juegos son fundamentalmente de temática bélica, los hay también de estrategia económica, empresarial o social.
Dos grandes subgéneros son los juegos de estrategia en tiempo real (también llamados RTS, siglas en inglés de real-time strategy), y los por turnos (TBS, siglas también en inglés de turn based strategy).

### Estrategia en tiempo real
Pertenecen a esta modalidad Age of Empires, Age of Mythology, StarCraft, Command & Conquer, Endwar, Warcraft, Empire Earth, Halo Wars, Imperivm, Europa Universalis, Stronghold, Rise of Nations, y juegos de estrategia histórica como el Cossacks o el Blitzkrieg.
Una variante popular de este subgénero en la actualidad son los videojuegos de estrategia en tiempo real multijugador en línea (MMORTS). Algunos ejemplos: KingsAge, Travian, OGame, Stronghold Kingdoms, Age of Empires Online, Kingdoms of Camelot, Forge of Empires, Clash of Clans, Game of War, Total War: Arena.

### Estrategia por turnos
Dentro de esta variante encontramos juegos como Civilization, Dofus, Heroes of Might and Magic, Warlords, Advance Wars, Fire Emblem, la serie Total War (esta última dispone de un mapa de batalla en tiempo real) y Final Fantasy Tactics.

### Otros subgéneros
Otros subgéneros destacables dentro de los videojuegos de estrategia son los siguientes:
- Táctica en tiempo real. Ejemplos: la serie Total War, Commandos, Warhammer: Mark of Chaos.
- Táctica por turnos. Ejemplos: X-Com, Final Fantasy Tactics.
- Guerra (llamados también wargames). Ejemplos: Panzer General, Close Combat, Combat Mission.
- Construcción de imperios (llamados también 4X). Ejemplos: Civilization, Age of Empires, Galactic Civilizations, VGA Planets, Rome: Total War.
- Artillería. Ejemplos: Worms, Scorched Earth, Gunbound, Angry Birds.
- Videojuego multijugador de arena de batalla en línea (MOBA). Ejemplos: League of Legends, Defense of the Ancients (DotA), SMITE (Campo de batalla de los dioses).
- Tower defense. Ejemplos: Desktop Tower Defense, Plants vs. Zombies, Kingdom Rush.
- Gestión del tiempo. Ejemplos: Flight Control, Kingdom Chronicles, Diner Dash, Airport Mania.
- Acción táctica. Ejemplos: Mount&Blade y la saga Rainbow Six.

## Simulación
Este género se caracteriza por recrear situaciones o actividades del mundo real, dejando al jugador tomar el control de lo que ocurre. En ocasiones la simulación pretende un alto grado de verosimilitud, lo que le otorga una componente didáctica. Los tipos de simulación más populares son los de manejo de vehículos (pilotar un coche, un avión, un tren...), los de construcción (construir una ciudad, un parque de atracciones o un imperio), o los de vida (dirigir la vida de una persona o un animal virtual).

### Simulación de vehículos
Son videojuegos que permiten al jugador operar una variedad de vehículos de forma más o menos realista. Los que gozan de mayor popularidad son los simuladores de conducción (generalmente de carreras de coches, considerados en sí mismos como uno de los grandes géneros de videojuegos), los videojuegos de combate en vehículos, y los simuladores de vuelo.
- Simulador de conducción: Assetto Corsa, EuroTruck Simulator, Gran Turismo, rFactor, iRacing.
- Simulador de vuelo:  Microsoft Flight Simulator, X-Plane.
- Simuladores de vuelo de combate: Lock On: Modern Air Combat, IL-2 Sturmovik.
- Simulador de combate en vehículos (habitualmente son considerados como juegos de acción):
  - Automóviles: Carmageddon, Mario Kart.
  - Tanques: Battlezone, World of Tanks, Panzer Front.
  - Barcos y submarinos: Silent Hunter, Aquanox.
  - Naves espaciales: Star Wars X-Wing, Wing Commander.
  - Mechas (robots): MechWarrior.
- Simulador ferroviarios: Microsoft Train Simulator, Rail Simulator o BVE Trainsim.
- Simulador náuticos: Virtual Sailor, Ship Simulator.
- Simulador de submarinos: Silent Hunter o Forever Blue.

### Simulación de construcción
Los juegos de construcción (o de construcción y gestión) son un género muy popular en PC, donde el programa le proporciona al usuario todas las herramientas para construir un proyecto, en el cual se consideran desde gastos de construcción y mantenimiento, hasta una línea de tiempo, física y clima que afecta todas las decisiones que tome. La particularidad de poder experimentar, tomar decisiones y afectar el desempeño de la simulación, los hace tremendamente adictivos.
Pueden distinguirse varios subgéneros:
- Construcción de ciudades: SimCity y Cities: Skylines, donde el usuario toma el rol de alcalde y debe administrar una ciudad.
- Construcción de imperios: cabe destacar la serie Civilization, Total War y The Settlers. Suelen de todos modos asociarse más comúnmente al género de estrategia.
- Construcción sandbox: caracterizados por una gran libertad creativa y desarrollo no lineal. Ejemplo: Minecraft, "Terraria".
- Simulación económica o empresarial: Capitalism, Transport Tycoon, Anno.
- Simulación de dios: Populous: The Beginning, Black & White.
- Simulación política: Democracy.
- Simulación de granja: FarmVille, Stardew Valley
- Simulación de gestión deportiva: PC Fútbol, Football Manager.
- Simulación de zoológico: Zoo Tycoon 2, Zoo Tycoon o Wildlife Park 2.
- Simulación de parque de atracciones: RollerCoaster Tycoon, Theme Park o Thrillville.

### Simulación de vida
Son videojuegos en los que el jugador controla una o más formas de vida artificial, ya sea de seres humanos o de animales. Cabe distinguir tres subgéneros principales:
- Simulación social: se enfocan en controlar un personaje con capacidades y emociones humanas, y controlar todos los aspectos de su vida, desde donde vivirá, que estudiará, hasta con quien se casará. El realismo colocado en estos juegos y una línea de tiempo que permite al personaje evolucionar, comer, dormir, convivir con otras personas, envejecer e incluso morir, hace que muchas personas tomen estos juegos como desahogo de todo lo que quisieran experimentar en su vida propia, pero sin riesgos. El juego más popular en este género es el The Sims, del cual se han lanzado muchas expansiones, y en el que se permite incorporar al juego principal elecciones como aprender magia, convertirse en una estrella de cine, tener citas, adoptar una mascota o tener y criar un hijo.
- Mascotas virtuales: en ellos debemos cuidar diariamente a un animal de compañía. A diferencia de los videojuegos de simulación biológica, la mascota generalmente no se reproduce ni muere. Ejemplos: Tamagotchi, Petz, Nintendogs, Pou.
- Simulación biológica: habitualmente simulan ecosistemas enteros controlados por el jugador donde los organismos pueden evolucionar; por ejemplo el juego SimLife, donde asumimos el papel de un dios biológico de un planeta similar a la Tierra, o Evolution: The Game of Intelligent Life. En otros juegos asumimos la vida de un animal individual, como por ejemplo Spore (un juego de 2008 donde se comienza siendo una bacteria, y dependiendo de las decisiones tomadas por el jugador, la criatura puede evolucionar de formas casi infinitas), y otros como Wolf,  Lion, o el humorístico Goat Simulator. Otro ejemplo distinto es el Animal Crossing de Nintendo, un juego donde el personaje convive en un pueblo con sus habitantes, (que prácticamente son animales, de ahí el nombre), aunque el sentido de exploración es muy limitado.

### Simulación de combate
Género que recrea situaciones de guerra más allá de lo que lo puedan hacer los populares videojuegos de disparos. Se caracteriza por el elevado realismo en todos los aspectos relevantes, ya sea en el manejo de un soldado, una cuadrilla militar. Un destacado exponente de este subgénero lo encontramos en Operation Flashpoint: Cold War Crisis y su secuela Armed Assault.[cita requerida] Ambos son juegos en los que un solo pero certero disparo significa la muerte, el movimiento de los personajes o el comportamiento del armamento tratan de ser absolutamente realistas. El primero de estos juegos cuenta con una modificación denominada VBS1, que se ha destinado al entrenamiento táctico de algunos cuerpos de élite de ejércitos como el de Estados Unidos o Australia.

### Otros
Otros subgéneros dentro de los videojuegos de simulación son:
- Simulador médicos: Trauma Center: Under the Knife, Surgeon Simulator.
- Simulador de citas: Tokimeki Memorial.
- Simulador de caza: Deer Hunter.
- Simulador de trabajo: Street Cleaning Simulator, Crane Simulator.

## Deporte
Los videojuegos de deportes son aquellos que simulan deportes del mundo real. Entre ellos encontramos golf, tenis, fútbol, hockey, juegos olímpicos, etc. La mecánica del juego es la misma que en el deporte original, aunque a veces incorpora algunos añadidos.
Pueden subdividirse en los siguientes tipos: arcade, simulador, mánager y RPG deportivo. Entre los ejemplos más conocidos encontramos:
- Tenis: Super Tennis, Mario Tennis, Virtua Tennis, Wii Sport Tennis.
- Fútbol: Pro Evolution Soccer o PES, FIFA, PC Fútbol, Mario Strikers: Charged Football.
- Baloncesto: NBA Live, NBA Jam, NBA 2K .
- Fútbol americano: Madden NFL, Tecmo Super Bowl.
- Béisbol: Bases Loaded, Triple Play, MLB: The Show, Wii Sport Baseball, MVP Baseball.
- Skate: Tony Hawk's Pro Skater, Skate
- Golf: Mario Golf, Everybody´s Golf, NES Open Tournament Golf, Wii Sport Golf.
- Varios: Mario & Sonic en los Juegos Olímpicos, Wii Sports,Wii Sports Resort, Nintendo Switch Sports, California Games
- Otros: Wii Fit

Muchos videojuegos de deportes suelen tener revisiones anuales que incluyen pequeñas mejoras y la actualización de las plantillas de los equipos. Ejemplo de ellos son franquicias establecidas como Pro Evolution Soccer o PES, NBA Live o Madden NFL. En grandes eventos deportivos, como los Juegos Olímpicos o el Mundial de Fútbol, suelen lanzarse al mercado videojuegos basados en dichos eventos para aprovechar comercialmente su popularidad.

## Carreras

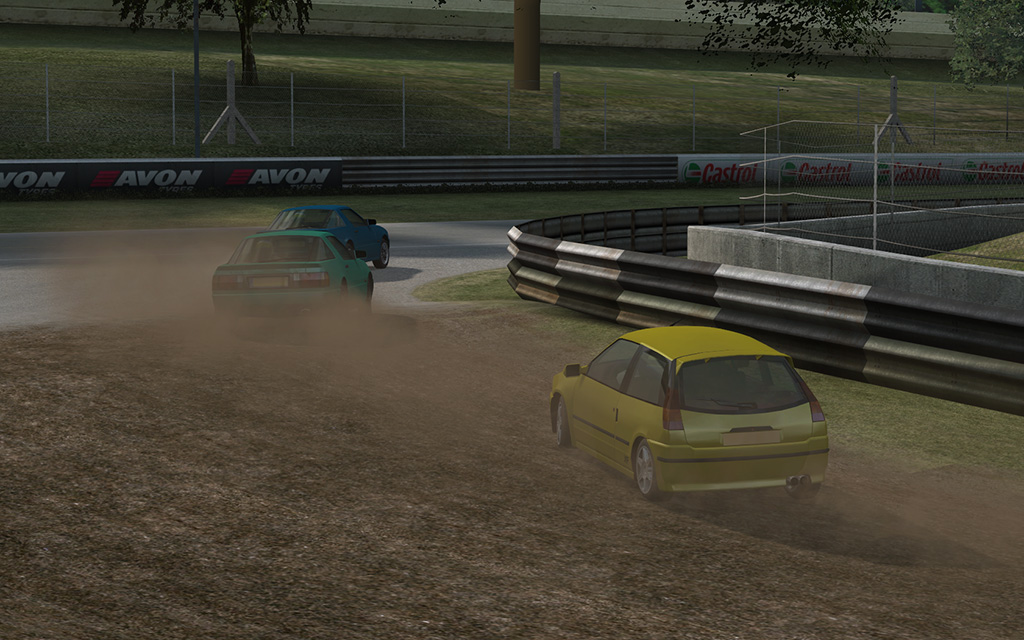
Videojuego de carreras de coches.

A veces considerados como una subcategoría dentro de los videojuegos de deportes o los de simulación, los videojuegos de carreras o de conducción sitúan al jugador en un recorrido en el que debe llegar a una meta antes que sus contrincantes o dentro de un tiempo límite. Habitualmente el jugador maneja un vehículo a motor, como un coche, aunque existen otras posibilidades.
Algunos de estos juegos recrean circuitos de competición existentes en el mundo real, ya sea de Fórmula 1, motociclismo, etc.
Según el nivel de fidelidad a lo que es la conducción en el mundo real, dentro de este género se suelen distinguir dos variantes: arcade y simuladores.
- Arcade: Mario Kart, Out Run, Crash Team Racing, F-Zero, Need for Speed, Midnight Club, Sonic & Sega All-Stars Racing, Trackmania", Forza Horizon.
- Simuladores: Gran Turismo, Project Gotham Racing, rFactor, Forza Motorsport, Toca, GTR, Colin McRae Rally, Need for Speed, Real Racing, Project CARS, Race 07, Assetto Corsa.

## Aventura
Son videojuegos en los que el protagonista debe avanzar en la trama interactuando con diversos personajes y objetos.

### Aventura conversacional
Los videojuegos de aventura fueron, en cierto modo, los primeros videojuegos que se vendieron en el mercado, empezando por Colossal Cave Adventure en los años 1970. Este tipo de juego se hizo famoso con los juegos de la saga Zork y consiguió alcanzar cierto nivel de popularidad en los años 80 que duró hasta mediados de los 90. El jugador encarna a un protagonista que por lo general debe resolver incógnitas y rompecabezas con objetos diversos. Los primeros videojuegos de aventura eran textuales (aventuras textuales, aventura conversacional o ficción interactiva). En estos, el jugador utiliza el teclado para introducir órdenes como “agarrar la cuerda” o “ir hacia el oeste” y el ordenador describe lo que pasa.
Cuando el uso de gráficos se generalizó, los juegos de aventura textuales dejaron paso a los visuales (por ejemplo, con imágenes del lugar presente) que substituyeron de este modo las descripciones por texto, que se habían vuelto casi superfluas. Estos juegos de aventura con gráficos seguían, no obstante, sirviéndose de la introducción de texto. Además, sigue existiendo una comunidad de autores y jugadores activos de ficción interactiva (véase la web del CAAD para el mundo hispanoparlante), aunque la participación de grandes empresas comerciales es más bien rara.
Una variante moderna de las aventuras conversacionales, muy popular en Oriente, son las novelas visuales, relatos en forma de diálogo acompañados de imágenes, a menudo del género anime, en los que la jugabilidad se limita a tomar ocasionales decisiones al estilo de los libros de Elige tu propia aventura.
Otra variante con una jugabilidad similar a las novelas visuales, pero con imágenes de vídeo en vez de estáticas, son las películas interactivas, en las que las decisiones del jugador van modelando el desarrollo de la trama, lo que le conducirá a distintos desenlaces en cada caso.

### Aventura gráfica
A comienzos de los 1990, el uso creciente del ratón dio pie a los juegos de aventura de tipo «Point and click», también llamados aventura gráfica, en los que ya no se hacía necesaria la introducción de comandos. El jugador puede, por ejemplo, hacer clic con el puntero sobre una cuerda para recogerla.
A finales de los 1990, este tipo de juego sufrió una importante pérdida de popularidad, las presentaciones de productos de masas se hicieron raras, hasta el punto que hubo quienes predijeron la muerte de este tipo de videojuegos. No obstante, en 2005, los juegos de aventura experimentaron un retorno con títulos como The Moment of Silence, The Black Mirror, Sherlock Holmes: The Case of the Silver Earring o NiBiRu: Age of Secrets. Los grandes juegos de aventura de la historia incluyen títulos como Day of the Tentacle, los juegos de la serie King's Quest, la serie Leisure Suit Larry, la serie Broken Sword, la serie Gabriel Knight, la serie Police Quest, la serie Space Quest y los de Monkey Island.
He aquí otros ejemplos de juegos de aventura de LucasArts: Indiana Jones and the Fate of Atlantis (1992), Maniac Mansion (1987), The Dig (1995), Full Throttle (1995), Mundodisco, Grim Fandango (1998) y Sam & Max Hit the Road (1993), y Runaway de Dinamic Multimedia (2001), Lure of the Temptress de Virgin Interactive (1992), Syberia y Syberia II ambos de Microïds (2003 y 2004, respectivamente), y la serie The Legend of Kyrandia de Cing Another Code: Two Memories (2005), y Hotel Dusk: Room 215 (2007).
Por último, en la década de 2010 toma cuerpo un nuevo subgénero de avengura gráfica conocido como juegos de exploración o walking simulators, caracterizados por un gran enfoque en la narración, fundamentalmente lineal, y una interactividad mínima, limitada a la búsqueda de objetos que permiten proseguir el relato o la resolución de algunos puzles. Títulos destacados de esta variedad son por ejemplo Dear Esther, Gone Home o Firewatch.

### Acción-aventura
Se trata de un género mixto, altamente popular, de juegos con un planteamiento similar a los de aventura pero en los que hay un fuerte componente de acción.
Ejemplos: The Legend of Zelda, Tomb Raider, Uncharted, The Last of Us,  Grand Theft Auto, Prince of Persia, Soul Reaver, God of War, Batman: Arkham, Enter The Gungeon y Assassin's Creed.
Muchos de estos juegos se pueden encuadrar también dentro de los juegos de disparos en tercera persona.
Adicionalmente, cabe destacar dos subgéneros populares que mezclan también acción y aventura, como son los Terror y supervivencia y los juegos de sigilo:

#### Terror y supervivencia
Correspondientes al género de terror. El/los protagonistas viven aventuras donde deben salir airosos de situaciones típicas de una película de terror (escapar de una casa llena de zombis, huir de un asesino, resolver misterios para aplacar a los fantasmas, etc.). Un factor importante es el terror psicológico, ayudado de una buena ambientación y apartado sonoro. Cabe destacar que el término "Terror y supervivencia" nace de la desarrolladora Capcom y su saga Resident Evil, que si bien no fueron los primeros juegos de este género, sí dieron nacimiento al nombre del mismo.
Ejemplos: Obscure, Nightmare Creatures II, Project Zero/Fatal Frame, Dino Crisis, Parasite Eve, Manhunt, Resident Evil, Clock Tower, Silent Hill, Alone in the Dark, Dead Space, Dead Rising, Left 4 Dead, Amnesia: The Dark Descent, ZombiU, The Last of Us, Outlast o The Evil Within.

#### Sigilo
Los videojuegos de sigilo son un género relativamente reciente. Aunque la primera entrega de la serie Metal Gear, la abanderada de este género, apareció en 1987, el género de la infiltración no se popularizó hasta la salida de Metal Gear Solid en 1998. Estos videojuegos se basan en el sigilo, la furtividad y la estrategia en vez de buscar la confrontación directa con el enemigo.
A veces los videojuegos de sigilo aparecen como un subgénero de los videojuegos de disparos, aunque podemos encontrar videojuegos como Commandos, que se puede clasificar a la vez como juego de estrategia y de infiltración.
Ejemplos: Metal Gear, Splinter Cell, Hitman, Thief: The Dark Project, Beyond Good & Evil, Assassin's Creed, Watch Dogs.

#### Battle Royale
Es un género de videojuegos que combina los elementos de un videojuego de supervivencia con la jugabilidad de un último jugador en pie. Los videojuegos tipo battle royale desafían a un grupo de jugadores, comenzando con un equipamiento mínimo, a que busquen armas y eliminen a otros oponentes, mientras evitan quedar fuera de un "área segura" (el campo de juego, que se hace cada vez más pequeño), siendo el ganador el último jugador en pie. 
Ejemplos: Fortnite, PlayerUnknown's Battlegrounds, Apex Legends.

## Rol

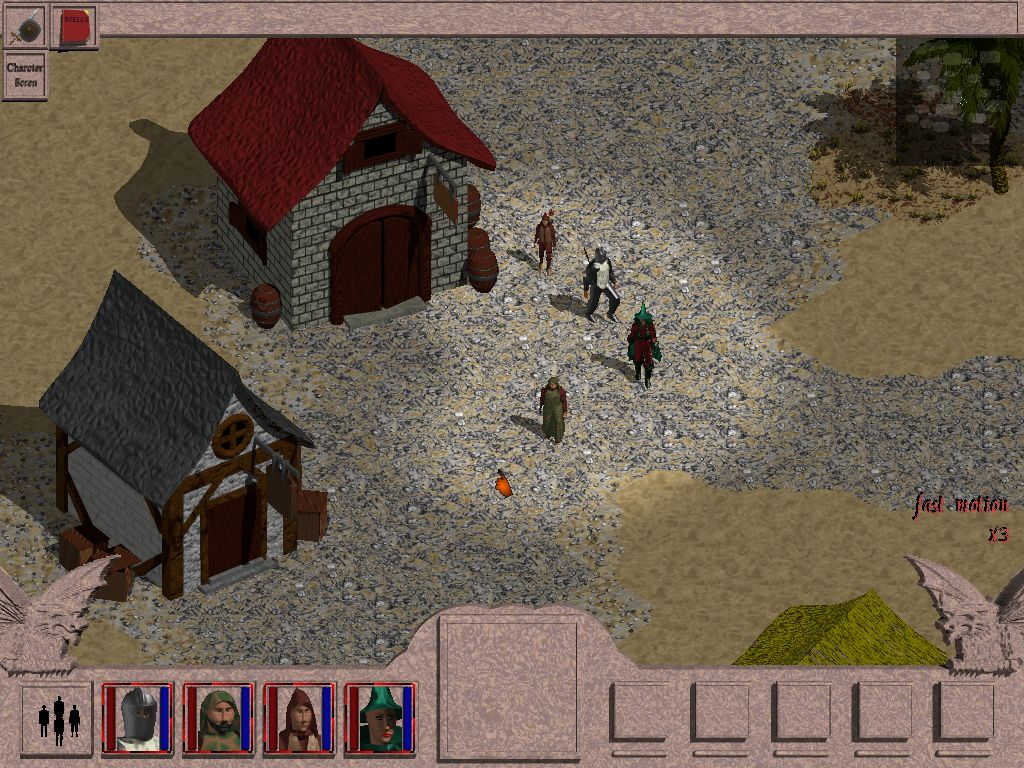
Aspecto típico de un videojuego de rol de los años 1990.

Emparentados con los de aventura, los videojuegos de rol, o RPG, se caracterizan por la interacción con el personaje, una historia profunda y una evolución del personaje a medida que la historia avanza. Para lograr la evolución generalmente se hace que el jugador se enfrasque en una aventura donde irá conociendo nuevos personajes, explorando el mundo para ir juntando armas, experiencia, aliados e incluso magia. Es habitual, desde la aparición del CD-ROM, la inclusión de videos (cinemáticas) durante el juego, que complementan la narración de la historia y hacen que el jugador se sienta como dentro de una película.
Aunque la mayoría de juegos de aventura incluyen una dosis baja de RPG, los videojuegos de rol puros se enfocan específicamente en ir agrandando las habilidades y experiencia del protagonista, y en su alto grado de personalización. Por ejemplo en juegos como la saga The Elder Scrolls, el crear y personalizar el personaje que vamos a manejar puede llevar desde 10 minutos hasta 30 horas.
Los RPG clásicos, inspirados en los juegos de tablero, realizan las batallas por turnos, es decir, el jugador usa su equipo y habilidades aprendidas para atacar mediante una serie de comandos y después debe quedar estático y esperar a recibir el ataque del otro jugador o CPU. El mejor ejemplo de esto es Final Fantasy, Dungeons & Dragons y Pokémon. Esta modalidad por turnos ha caído sin embargo en desuso, y la mayoría de los juegos de rol actuales usan el combate en tiempo real, es decir, no hay pausas y ambos rivales se atacan al mismo tiempo.
En cuanto a la temática, aunque la mayoría de juegos de rol son de fantasía medieval, son numerosos también los de ambientación futurista o distópica (por ejemplo los de la saga de Star Wars, Mass Effect o Fallout).

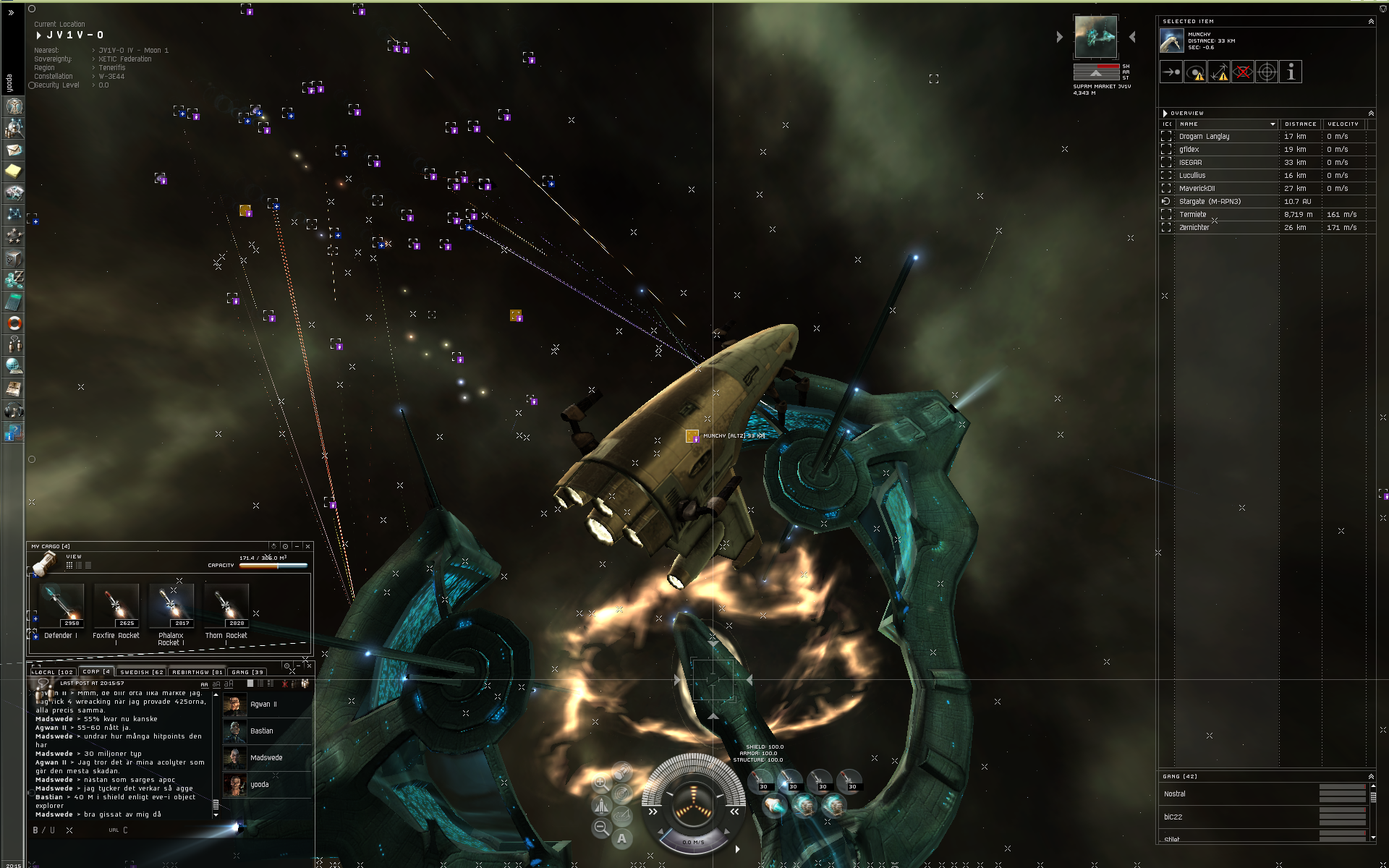
EVE Online, un MMORPG de ambientación futurista.

Una variante moderna de los videojuegos de rol son los RPG en línea o MMORPG (Massive Multiplayer Online RPG) donde cada jugador crea un personaje y, mediante una conexión a internet, entra a un mundo donde miles de jugadores se unen a la aventura, exploran, intercambian y evolucionan juntos. Destaca por su popularidad en este subgénero el juego World of Warcraft. Son juegos conocidos por lo adictivos que acostumbran a ser, además de la gran cantidad de cultura popular que suelen generar a su alrededor.
Dentro de los videojuegos de rol se pueden destacar los siguientes subgéneros y títulos representativos:
- Videojuegos de rol puro: suelen distinguirse dos tipos según la perspectiva visual que adoptan:
  - Vista en tercera persona: Bloodborne, Dark Souls, Baldur's Gate, Fable, Final Fantasy, Lost Odyssey, IceWind Dale, Neverwinter Nights, Dragon Age: Origins, Gothic, The Witcher, Pokémon, Knights of the Old Republic y Dragon Quest.
  - Vista en primera persona: Skyrim, The Elder Scrolls, Fallout (estos tres admiten también vista en tercera persona), la serie Eye of the Beholder, Bard's Tale (1985) y Ultima Underworld 1 y 2.
- Videojuegos de rol-acción:  Diablo, Fallout, Dungeon Siege, Sacred, Kingdom Hearts, Silver, The Last Story, Mass Effect, Pandora's Tower, Xenoblade Chronicles.
- Videojuegos MMORPG (videojuegos de rol multijugador masivo en línea): Ragnarok Online, Grand Chase, Elsword, Everquest, Ultima Online, Granado Espada, World of Warcraft, Lineage, Lineage II, Star Wars Galaxies, Maple Story, Mu Online, Rakion, Runescape, Metin2, 4Story, Grand Fantasia, Aura Kingdom, Guild Wars 2, FF XI, Warhammer online, EVE.
- Videojuegos de rol tácticos: X-COM: UFO Defense, Sonic Chronicles: The Dark Brotherhood, Final Fantasy Tactics, Ogre Battle, Advance Wars y Fire Emblem
- Roguelike: Rogue, NetHack, Pokémon Mundo Misterioso: Equipo de Rescate Azul, DoomRL.

## Otros géneros destacables

### Sandbox
Muchas veces confundido con los mundos virtuales (como Second Life o Habbo), los sandbox son aquellos en los cuales se comienza prácticamente desde cero, creando prácticamente todo lo necesario para avanzar y transformar un mundo virtual propio. Son videojuegos no lineales, porque no tienen una línea de juego apenas definida, el orden de las acciones permite la mayor libertad según la presente clasificación. Eso no impide que puedan definirse unos objetivos para guiar al jugador, quien puede optar por ignorarlos. Una de las características esenciales de un juego sandbox es que al jugador se le dan muy pocas limitaciones, y este es capaz de alterar y/o modificar el entorno del juego
Los ejemplos más conocidos y evidentes de este género son juegos de construcción:  No Man's Sky, Valheim, Minecraft, Terraria, SimCity, 7 Days To Die, Ark: Survival Evolved, Starbound y Garry's Mod. No obstante, se utiliza muchas veces sandbox como calificativo para referirse a juegos que presentan dichas cualidades de libertad de acción, no linearidad, etc. Así ocurre por ejemplo en ciertos juegos (como el Grand Theft Auto, Red Dead Redemption, The Witcher o Roblox ).

### Musical

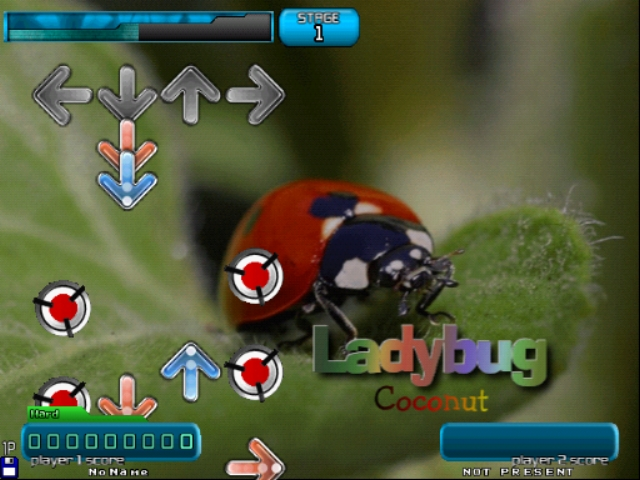
StepMania, un juego de baile.

Su desarrollo gira en torno a la música, ya sean de tipo karaoke, de baile o en los que se tocan instrumentos musicales. La mayoría de estos juegos se caracterizan por necesitar accesorios especiales compatibles con las consolas y por ofrecer modo multijugador, en el que los jugadores intentan conseguir el mayor número de puntos posible por medio de su actuación.
- Karaoke: Juegos de karaoke son el Singstar para PS2, PS3, UltraStar para PC, y también otros títulos como Karoke Revolution disponible para varias plataformas. Estos títulos necesitan un micrófono, con el cual los jugadores deben cantar la letra de la canción para obtener puntos.

- Baile: Entre los juegos de baile se pueden tomar en cuenta Dance Central, de Xbox 360, que usa la tecnología Kinect para captar los movimientos de los jugadores, y los juegos de la serie Dance Dance Revolution, Pump It Up , Just Dance o StepMania, que pueden ser jugados con un mando/teclado pero realizan su jugabilidad con paneles de baile, formados por flechas que han de ser pisadas en el momento indicado por la canción del juego.

- Instrumentos musicales: Rock Band, Guitar Hero o DJ Hero han revolucionado el género por medio de sus periféricos en forma de instrumentos musicales, como la guitarra, la batería o una mesa de mezclas. Los jugadores pueden tomar el papel de un instrumentista, un DJ o formar en conjunto una banda. Siguiendo las combinaciones de colores que aparecen en pantalla, los jugadores deben tocar en sus instrumentos, las teclas o los platos con los respectivos colores. En Rock Band y en nuevos títulos de Guitar Hero se puede cantar con un micrófono. Existen también Taiko no Tatsujin y Donkey Konga, en los que se hace uso de mandos en forma de tambores, y juegos musicales de PlayStation sin mandos especiales como PaRappa the Rapper, Patapon, Hatsune Miku: Projet Diva, Um Jammer Lammy y Vib-Ribbon, en los que se debe seguir el ritmo pulsando combinaciones de botones. Inspirado en Guitar Hero, existe el juego para PC Frets on Fire y Guitar Flash que presenta la misma jugabilidad de guitarra pero se juega con el teclado.
- Otros juegos musicales: Bust a Groove, Beatmania, Electroplankton, Space Channel 5, Elite Beat Agents, Geometry Dash, Friday Night Funkin.

### Agilidad mental / Puzle

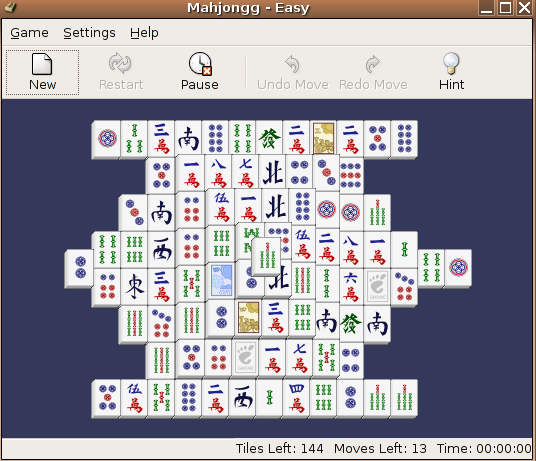
Un juego de Mahjong solitario.

Los juegos de lógica o de agilidad mental, también llamados de puzles o rompecabezas, ponen a prueba la inteligencia del jugador para la resolución de problemas, que pueden ser de índole matemático, espacial o lógico.
Existe una gran variedad dentro de los juegos este género; algunos se enfocan en la rapidez mental del jugador (juegos de lógica-acción), otros en la capacidad de razonamiento (juegos de física, o de acertijos), otros en la capacidad de observación (juegos de objetos ocultos), etc.
Ejemplos: Brain Age, Brain Academy, Tetris, Buscaminas, Profesor Layton, Ace Attorney, Flash Focus Vision, Qix, Bejeweled, Zuma, Candy Crush, Notpron, Análogos dimensionales del Cubo de Rubik.

### Party games
En este género los jugadores habrán de ir avanzando por turnos en un tablero virtual e ir superando diversas pruebas de tipos muy diversos en los que compiten entre sí por llegar lo antes posible a la meta, o conseguir la máxima cantidad posible de puntos.
Ejemplos: Mario Party, Rayman Raving Rabbids, Sonic Shuffle, Viva Piñata: Party Animals, Wii Play, Fortune Street, Wario Ware, Crash Bash, Wii Party, Fuzion Frenzy, Among Us, Human fall flat.

## Tipos de videojuegos
Más allá de la clasificación de los videojuegos por géneros −en los cuales se atiende fundamentalmente a su mecánica de juego−, se pueden distinguir varios tipos de videojuegos atendiendo a otras características, como es si admiten varios jugadores o no, a qué público van dirigidos, su finalidad, la tecnología que emplean, etc.

### Según el tipo de desarrollador
- Videojuego triple A.
- Videojuego independiente.
- Fangame.

### Según su modelo de monetización
- Videojuego free to play.
- Videojuego pay to play.
- Videojuego como servicio.

### Según la libertad del jugador
- Videojuego no lineal.
- Videojuego de mundo abierto.

### Según el propósito del juego
- Videojuego activo.
- Videojuego erótico.
- Videojuego infantil.
- Videojuego publicitario (advergame).
- Minijuego.

### Según el público objetivo
- Videojuego casual.
- Videojuego de deporte electrónico.
- Videojuegos educativo: pueden pertenecer a cualquier género, aunque los más habituales son los de preguntas y respuestas o los de aventura gráfica.
- Videojuego serio: aquellos cuyo propósito principal es distinto del mero entretenimiento. Esto incluye (pero no se limita a) videojuegos destinados a la formación en materias profesionales (empresa, defensa, medicina...).

### Según la plataforma en la que se juega
- Videojuego retro.
- Videojuego geolocalizado.
- Videojuego de realidad aumentada.
- Videojuego de realidad virtual.
- Videojuego de navegador: son aquellos que se ejecutan en un navegador web.
- Videojuego social: aquellos que se juegan a través de redes sociales, y/o haciendo uso de algunas características de estas. Suelen ser juegos de navegador, aunque también los hay que son aplicaciones autónomas.

### Según la cantidad de jugadores
- Videojuego multijugador: aquellos concebidos para albergar más de un jugador simultáneamente en la misma partida, ya jueguen de manera colaborativa o competitiva entre sí, como por ejemplo Fortnite o Pummel Party)
- Videojuego en línea: son aquellos jugados vía internet independientemente de la plataforma. Puede tratarse de videojuegos multijugador, en los que se juega con otras personas físicamente distantes, o videojuegos de navegador (sean multijugador o no) que se descargan desde la web y se ejecutan en el navegador.
- Videojuego MMO: son los que, combinando las dos características anteriores (ser multijugador y en línea), reúnen a un gran número de jugadores, a menudo de manera asíncrona, en lo que puede ser un mundo persistente. Existen MMOs de rol (MMORPG), de estrategia (MMORTS) y de otros géneros.